# Étoiles d'Or
Los Étoiles d'Or (Estrellas de Oro) del Cine Francés son premios de cine presentados cada año, de 1999 a 2014, por la Academia de la Prensa del Cine Francés. Estos trofeos tenían como objetivo distinguir por su excelencia a varios representantes de la producción cinematográfica francesa del año pasado, a saber, películas aprobadas por el Centro Nacional de Cinematografía, dependiente del Ministerio de Cultura y Comunicación .
Se enviaron papeletas, en el mes de diciembre, a más de setecientos periodistas cinematográficos. Los tres nombres más nominados en cada categoría constituyeron las nominaciones finales. La oficina de la Academia tenía entonces la función de designar a los distintos ganadores.

## Galardones

### Étoile d’or a la mejor película francesa
- 1999 : La Vie rêvée des anges, de Érick Zonca
- 2000 : Ma petite entreprise, de Pierre Jolivet
- 2001 : Le Goût des autres, de Agnès Jaoui
- 2002 : non attribué
- 2003 : Être et avoir, de Nicolas Philibert
- 2004 : Les Triplettes de Belleville, de Sylvain Chomet y Pas sur la bouche, d’Alain Resnais
- 2005 : Rois et Reine, de Arnaud Desplechin
- 2006 : De battre mon cœur s'est arrêté, de Jacques Audiard
- 2007 : Lady Chatterley, de Pascale Ferran y Indigènes, de Rachid Bouchareb
- 2008 : La Graine et le Mulet, de Abdellatif Kechiche
- 2009 : Entre les murs, de Laurent Cantet
- 2010 : Un prophète, de Jacques Audiard
- 2011 : De dioses y hombres, de Xavier Beauvois
- 2012 : The Artist, de Michel Hazanavicius[1]
- 2013 : De óxido y hueso, de Jacques Audiard
- 2014 : La vida de Adèle de Abdellatif Kechiche[2]

### Étoile d’or a la mejor dirección del cine francés
- 1999 : Patrice Chéreau, por Ceux qui m'aiment prendront le train
- 2000 : Régis Wargnier, por Est-Ouest
- 2001 : Mathieu Kassovitz, por Les Rivières pourpres
- 2002 : no se atribuyó
- 2003 : Roman Polanski, por El pianista
- 2004 : Lucas Belvaux, por Un couple épatant – Cavale – Après la vie
- 2005 : Arnaud Desplechin, por Rois et reine
- 2006 : Jacques Audiard, por De battre mon cœur s'est arrêté
- 2007 : Alain Resnais, por Cœurs
- 2008 : Abdellatif Kechiche, por La Graine et le Mulet
- 2009 : Arnaud Desplechin, porUn conte de Noël
- 2010 : Jacques Audiard, por Un prophète
- 2011 : Roman Polanski por The Ghost Writer
  - Xavier Beauvois por De dioses y hombres
- 2012 : Michel Hazanavicius, por The Artist
- 2013 : Michael Haneke, por Amour
- 2014 : Abdellatif Kechiche, por La vida de Adèle

### Étoile d’or a la mejor interpretación femenina del cine francés
- 1999 : Sandrine Kiberlain, por À vendre, de Laetitia Masson
- 2000 : Karin Viard, por Haut les cœurs !, de Sólveig Anspach
- 2001 : Sandrine Kiberlain, por Tout va bien, on s'en va, de Claude Mouriéras
- 2002 : no se entregó el premio
- 2003 : Isabelle Huppert, por 8 mujeres, de François Ozon
- 2004 : Sylvie Testud porStupeur et Tremblements
- 2005 : Emmanuelle Devos, porRois et reine, de Arnaud Desplechin
- 2006 : Nathalie Baye, por Le Petit Lieutenant, de Xavier Beauvois
- 2007 : Cécile de France, por Quand j'étais chanteur, de Xavier Giannoli, y Mauvaise Foi, de Roschdy Zem
- 2008 : ex-æquo Isabelle Carré, por Anna M., de Michel Spinosa, y Marion Cotillard, por La Môme, de Olivier Dahan
- 2009 : Yolande Moreau, por Séraphine, de Martin Provost
- 2010 : Isabelle Adjani, por La journée de la jupe, de Jean-Paul Lilienfeld
- 2011 : Sara Forestier, por Le Nom des gens, de Michel Leclerc
- 2012 : Bérénice Bejo, por The Artist, de Michel Hazanavicius
- 2013 : Marion Cotillard, por  De óxido y hueso, de Jacques Audiard
- 2014 : Adèle Exarchopoulos, por La vida de Adèle, de Abdellatif Kechiche

### Étoile d’or a la mejor interpretación masculina el cine francés
- 1999 : Charles Berling, por L'Ennui, de Cédric Kahn
- 2000 : Jean-Pierre Bacri, por Kennedy et moi, de Sam Karmann
- 2001 : Sacha Bourdo, por Sur un air d'autoroute, de Thierry Boscheron
- 2002 : no se entregó el premio
- 2003 : François Berléand, por Mon idole, de Guillaume Canet
- 2004 : Daniel Auteuil, por Petites Coupures, de Pascal Bonitzer, y Après vous, de Pierre Salvadori
- 2005 : Mathieu Amalric, por Rois et reine, de Arnaud Desplechin
- 2006 : Romain Duris, por  De battre mon cœur s'est arrêté, de Jacques Audiard
- 2007 : ex-æquo Jean Dujardin, por OSS 117 : Le Caire, nid d'espions, de Michel Hazanavicius, y François Cluzet, por  Ne le dis à personne, de Guillaume Canet
- 2008 : Mathieu Amalric, por Le Scaphandre et le Papillon, de Julian Schnabel
- 2009 : Vincent Cassel, por L'Instinct de mort y L'Ennemi public n° 1, de Jean-François Richet
- 2010 : François Cluzet, por À l'origine, de Xavier Giannoli
- 2011 : Éric Elmosnino por Gainsbourg, vie héroïque
  - Lambert Wilson por De dioses y hombres
- 2012 : Jean Dujardin, por The Artist, de Michel Hazanavicius
- 2013 : Jean-Louis Trintignant, por Amour, de Michael Haneke
- 2014 : Guillaume Gallienne, por Guillaume y los chicos ¡A la mesa!, de Guillaume Gallienne

### Étoile d’or de honor
- 2008 : Jeanne Moreau
- 2009 : Jean-Jacques Beineix

### Étoile d’or a a mejor película extranjera
- 2000 : The Straight Story de David Lynch

### Étoile d’or al mejor guion del cine francés
- 2005 : Agnès Jaoui y Jean-Pierre Bacri, porComme une image
- 2006 : Michael Haneke, por Caché
- 2007 : Philippe Lioret yOlivier Adam, pour le film Je vais bien ne t’en fais pas
- 2008 : Abdellatif Kechiche, por le film La Graine et le Mulet
- 2009 : Rémi Bezançon, por Le Premier Jour du reste de ta vie
- 2010 : Jacques Audiard, Thomas Bidegain, Abdel Raouf Dafri y Nicolas Peufaillit, por  Un prophète
- 2011 : Bertrand Blier, por Le Bruit des glaçons
- 2012 : Valérie Donzelli y Jérémie Elkaïm, por La Guerre est déclarée
- 2013 : Jacques Audiard y Thomas Bidegain, por De óxido y hueso
- 2014 : Albert Dupontel  por9 meses de condena